# Hayato Ichihara
Hayato Ichihara (市原 隼人?, Ichihara Hayato; Kanagawa, 6 febbraio 1987) è un attore giapponese, soprannominato Itchy.
Inizia la sua carriera all'interno del mondo dello spettacolo nel 1999, mentre il suo primo ruolo da protagonista è due anni dopo: da allora ha seguitato ininterrottamente a far parte dei cast di pellicole cinematografiche e dorama, interpretando via via i personaggi principali.
Lavora per la Stardust Promotion.

## Filmografia

### Cinema
- L'immortale (2017)
- Yakuza Apocalypse (2015)
- DOGxPOLICE (2011)
- Saru Lock The Movie (2010)
- Box!/Bokkusu! (2010)
- BATON (2009)
- ROOKIES－Sotsugyo－ as Aniya Keiichi (2009)
- God's Puzzle (2008)
- Negative Happy Chainsaw Edge (2007)
- Niji no Megami (Rainbow Song, 2006)
- Check It Out, Yo! (2006)
- Tenshi no tamago (2006)
- Onmyouji 2 (2003)
- Guuzen Nimo Saiaku Na Shounen (2003)
- Yomigaeri (2002)
- T.R.Y (2002)
- Lily Chou-Chou no subete (2001)
- Ju-on 2 / The Grudge 2 (2000)

### Televisione
- Karamazov no kyōdai (Fuji TV, 2013)
- Hidamari no ki (NHK 2012)
- Saru Lock - Sarumaru Yataro (NTV, 2009)
- 252 Seizonsha ari: Episode ZERO (NTV, 2008)
- ROOKIES SP - Aniya Keiichi (TBS, 2008)
- Rookies (manga) - Aniya Keiichi (TBS, 2008)
- Wild Life (manga) - Iwaki Tetsuo (NHK, 2008)
- Aikurushii - Mashiba Go (TBS , 2005)
- Water Boys 2 - Mizushima Eikichi (Fuji TV, 2004)
- Koinu no Waltz - NOTTY (NTV, 2004)
- Yankee Bokou ni Kaeru - Ujiie Toru (TBS, 2003)
- Hitonatsu no Papa e (TBS, 2003)
- Boku no ikiru michi (Fuji TV, 2003)
- The Long Love Letter - Okubo Akihiro (Fuji TV, 2002)
- Runaway - Aisuru kimi no tame ni (ランナウェイ～愛する君のために?) (2011)